# 克丽斯塔·施图布尼克
克丽斯塔·施图布尼克（1933年12月12日—2021年5月13日），旧姓泽利格（Seliger），德国女子田径运动员。她曾代表德国联队参加1956年夏季奥林匹克运动会田径比赛，获得二枚银牌。